# 富浦停車區
富浦停车区（平假名：とみうらパーキングエリア）是位於北海道登別市的道央自動車道之停车区，由东日本高速公路株式會社北海道支社运营管理，上行休息站可以經過林中的樓梯登上展望台、觀覽鷲別岬和蘭法華岬。由東日本高速公路管理。

## 連接道路
- 道央自動車道

## 历史
- 1986年10月9日 - 停车区啟用。

## 停车区設施
- 上行線（室蘭、長萬部、函館方向）
  - 停車場
    - 小型車：22台
    - 大型車：9台
    - 有殘疾人士車位

  - 廁所
    - 男士 大型2（和式1、西式1）、小型5
    - 女士 5（和式1、西式4）
    - 輪椅人士專用 1
- 下行線（札幌方向）
  - 停車場
    - 小型車：22台
    - 大型車：9台
    - 有殘疾人士車位

  - 廁所
    - 男士 大型2（和式1、西式1）、小型5
    - 女士 5（和式1、西式4）
    - 輪椅人士專用 1

## 鄰近設施
道央自動車道
(10)登別室蘭IC - 富浦停车区 - (9)登別東IC

## 相關項目
- 日本服務區與休息區一覽

## 外部連結
- 東日本高速道路株式會社（页面存档备份，存于）
  - e-NEXCO服務區與休息區情報
- 北海道開發局（页面存档备份，存于）
- 登別市 （页面存档备份，存于）